# Земляной дятел
Земляно́й дя́тел (лат. Geocolaptes olivaceus) — вид птиц из семейства дятловых, единственный в роде Geocolaptes; один из трёх видов дятлов, ведущих наземный образ жизни.

## Описание
Длина тела 25—28 см. Оперение преимущественно оливково-бурое с желтовато-бурыми стволами маховых и оранжево-бурыми рулевых перьев. Надхвостье и брюшная сторона тела с примесью красного цвета, голова серая.
По земле земляной дятел передвигается прыжками. В воздух поднимается редко и неохотно. Полёт тяжёлый, летает обычно лишь на короткие расстояния. У летящего дятла издали бросается в глаза ярко-красное пятно на надхвостье.

## Местообитание
Обитает на травянистых и каменистых склонах гор, на высоких речных берегах или склонах оврагов в Южной Африке.

## Размножение
Гнездование начинается весной или в начале лета (с августа по ноябрь). Гнездо устраивает, прорывая себе нору, в обрывистых берегах рек. Длина норы около метра, в конце узкие своды раздаются в стороны и вверх, образуя маленькую пещерку. Дно пещерки обычно выстилает клочками шерсти животных. В кладке 3—5 глянцево-белых яиц.

## Питание
Питается в основном муравьями, их личинками, куколками и яйцами. Земляной дятел добывает их из гниющих стволов деревьев и щелей в скалах, используя свой длинный, липкий язык. Также поедает червей, пауков и некоторых других беспозвоночных.

## Подвиды
Наряду с номинативной формой Winkler et al. выделяют также ещё один подвид:
- Geocolaptes olivaceus olivaceus (Gmelin, 1788) — центральная и западная часть Капской провинции.
- Geocolaptes olivaceus prometheus Clancey, 1952 — большая часть ареала. В целом, особенно нижняя часть тела, намного светлее номинативной формы.

Международный союз орнитологов подвидов не выделяет.